# 590.
◄ | 5. stoljeće | 6. stoljeće | 7. stoljeće | ►
◄ | 560-ih | 570-ih | 580-ih | 590-ih | 600-ih | 610-ih | 620-ih | ►
◄◄ | ◄ | 587. | 588. | 589. | 590. | 591. | 592. | 593. | ► | ►►
Astronomija • Književnost • Kršćanstvo • Pravo • Promet

## Smrti
- 7. veljače – Pelagije II., papa

## Vanjske poveznice
|  | Zajednički poslužitelj ima još gradiva o temi 590. |